# George W. Bush
George Walker Bush ( pronúncia en anglès (?·pàg.); 6 de juliol de 1946) és un polític estatunidenc, el 43è president dels Estats Units, ocupant el càrrec entre 2001 i 2009. Va ser també Governador de Texas entre 1995 i 2000. És membre del Partit Republicà i generalment és considerat conservador.

## Primers anys de vida i carrera

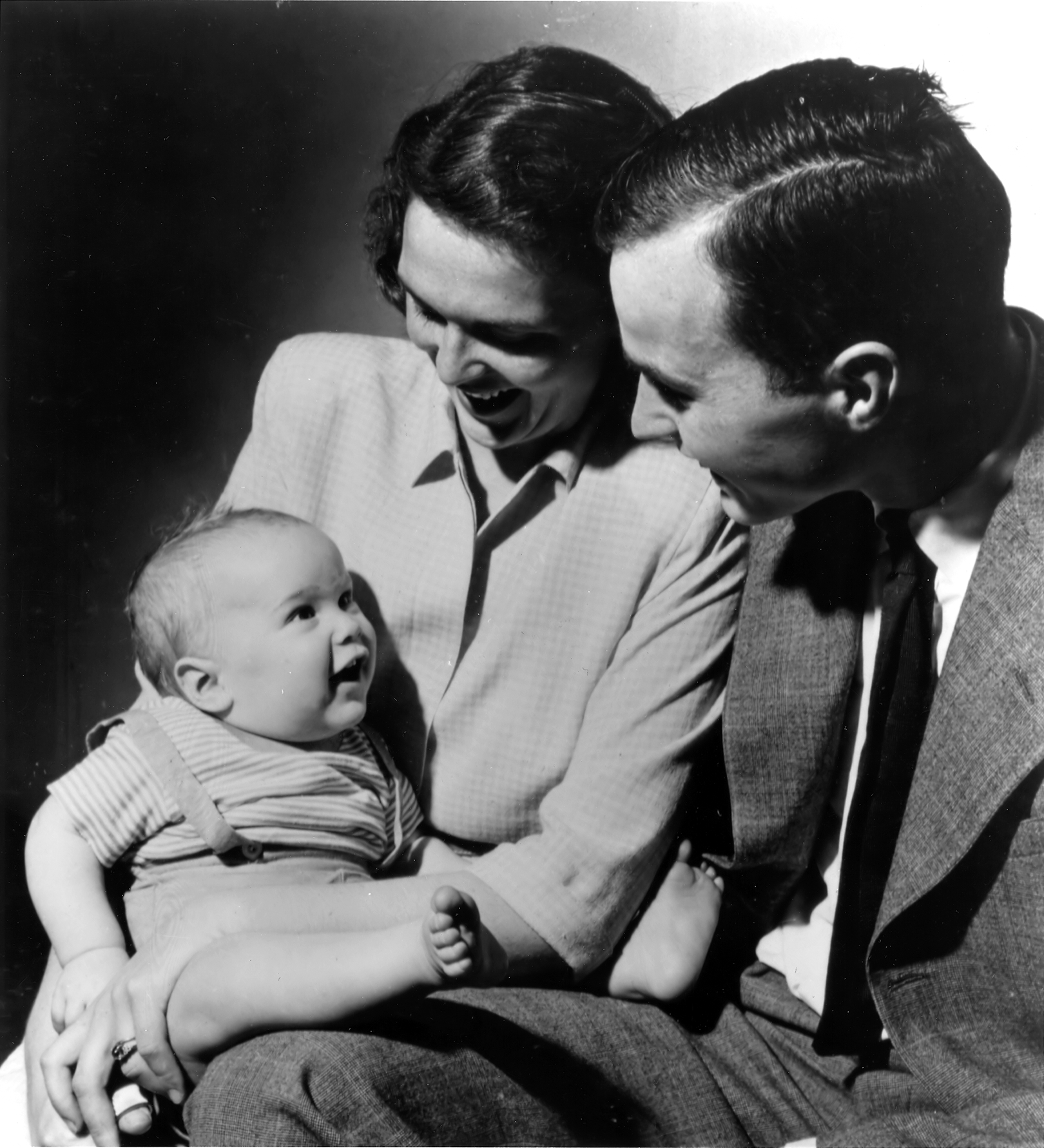
George W. Bush amb els seus pares, Barbara i George HW Bush, c. 1947

George Walker Bush va néixer el 6 de juliol de 1946 a l'Hospital Grace-New Haven de New Haven, Connecticut. Va ser el primer fill de George Herbert Walker Bush i Barbara Pierce. Es va criar a Midland i Houston, Texas, amb quatre germans: Jeb, Neil, Marvin i Dorothy. Una altra germana petita, Robin, va morir de leucèmia a l'edat de tres anys el 1953. El seu avi patern, Prescott Bush, era un senador estatunidenc de Connecticut. El seu pare va ser el vicepresident de Ronald Reagan de 1981 a 1989 i el 41è president dels Estats Units de 1989 a 1993. Bush té ascendència anglesa i alemanya, juntament amb arrels més llunyanes holandeses, gal·leses, irlandeses, franceses i escoceses.

## Educació
Bush va anar a escoles públiques a Midland, Texas, fins que la família es va traslladar a Houston després d'haver completat el setè grau. Després va passar dos anys a The Kinkaid School, una escola preparatòria per a la universitat a Piney Point Village, Texas.
Bush va anar més tard a la Phillips Academy, un internat a Andover (Massachusetts), on va jugar a beisbol i va ser el principal animador durant el seu últim any. Va anar a la Universitat Yale de 1964 a 1968, i es va graduar amb una llicenciatura en arts en història. Durant aquest temps, va ser animador i membre del Delta Kappa Epsilon, servint com a president de la fraternitat durant el seu últim any. Bush es va convertir en membre de la societat Skull and Bones com a sènior. Bush era un jugador de rugbi i estava al 1r XV de Yale. Es va caracteritzar com un estudiant mitjà. La seva mitjana de notes durant els seus primers tres anys a Yale va ser de 77, i va tenir una mitjana similar sota un sistema de qualificació no numèrica en el seu darrer any.

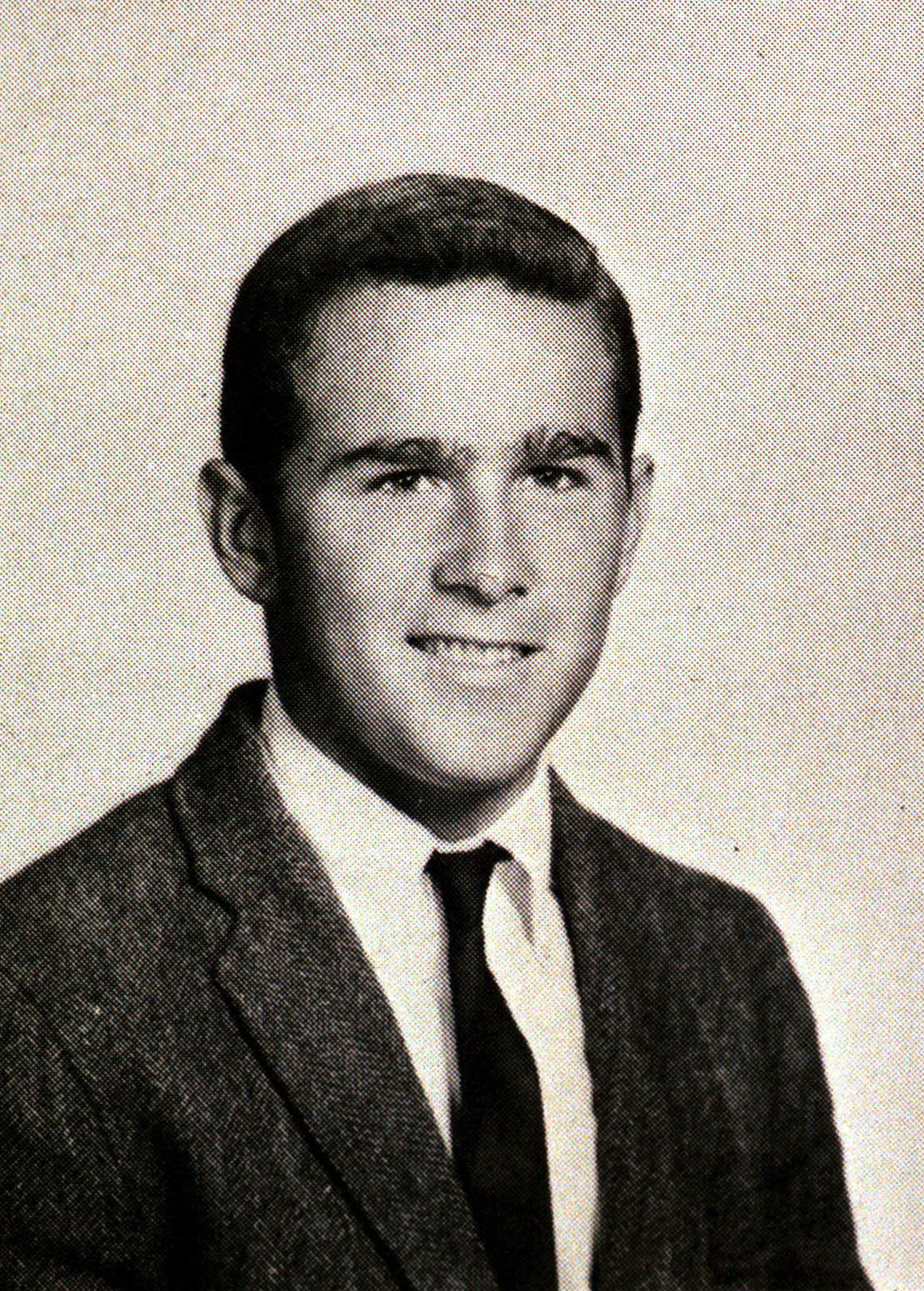
Foto de l'anuari de l'Acadèmia Phillips de Bush, 1964

A la tardor de 1973, Bush va entrar a la Harvard Business School. Es va graduar l'any 1975 amb un MBA i és l'únic president dels EUA que ha obtingut un MBA.

## Vida familiar i personal
Bush es va comprometre amb Cathryn Lee Wolfman el 1967, però el compromís no va durar. Bush i Wolfman es van mantenir en bons termes després del final de la relació. Mentre Bush estava a una barbacoa al pati del darrere l'any 1977, els seus amics li van presentar a Laura Welch, una mestra i bibliotecària. Després d'un festeig de tres mesos, ella va acceptar la seva proposta de matrimoni i es van casar el novembre 5 d'aquell any. La parella es va establir a Midland, Texas. Bush va deixar l'Església Episcopal de la seva família per unir-se a l'Església Metodista Unida de la seva dona. El 25 de novembre de 1981, Laura Bush va donar a llum unes filles bessones, Barbara i Jenna. Bush descriu que Billy Graham li va desafiar a considerar la fe en Jesús Crist com el Senyor ressuscitat, com va començar a llegir la Bíblia diàriament, entregar-se al Totpoderós, que la fe és un caminar i que ell va ser mogut per l'amor de Déu.

### Abús d'alcohol
Abans del seu matrimoni, Bush va abusar repetidament de l'alcohol. El 4 de setembre de 1976, va ser detingut prop de la casa d'estiueig de la seva família a Kennebunkport, Maine, per conduir sota els efectes de l'alcohol. Va ser arrestat per DUI, va rebre una multa de 150 dòlars i va rebre una breu suspensió del seu permís de conduir de Maine. Bush va dir que la seva dona ha tingut un efecte estabilitzador en la seva vida, i atribueix la seva decisió de deixar l'alcohol el 1986 a la seva influència. Mentre era governador de Texas, Bush va dir de la seva dona: «Vaig veure una dona elegant i bella que no només va resultar ser elegant i bella, sinó també molt intel·ligent i disposada a suportar les meves aspres, i he de confessar que les ha suavitzat amb el temps». Bush també diu que la seva fe en Déu va ser crítica a l'hora d'abstenir-se: «Crec que Déu va ajudar a obrir els meus ulls, que es tancaven a causa de l'alcohol».

### Aficions
Bush ha estat un àvid lector al llarg de la seva vida adulta, preferint les biografies i les històries. Durant la seva presidència, Bush va llegir la Bíblia diàriament, encara que al final del seu segon mandat va dir a la televisió que no és un literalista sobre la interpretació de la Bíblia. Walt Harrington, un periodista, va recordar haver vist «llibres de John Fowles, F. Scott Fitzgerald, James Joyce i Gore Vidal mentides, així com biografies de Willa Cather i la reina Victòria» a casa seva quan Bush era petrolier de Texas. Altres activitats són fumar cigars i golf. Bush també ha pintat molts quadres. Un dels seus projectes més coneguts és una col·lecció de 43 quadres d'immigrants, titulada Out of Many, One. Un altre projecte de pintura va ser Portraits of Courage: A Commander in Chief's Tribute to America's Warrior.

## Carrera militar
El maig de 1968, Bush va ser enviat a la Guàrdia Nacional Aèria de Texas. Després de dos anys d'entrenament en servei actiu, va ser assignat a Houston, pilotant els Convair F-102 amb la 147a Ala de Reconeixement fora de la Base de Reserva Conjunta d'Ellington Field. Els crítics, inclòs l'antic president del Comitè Nacional Demòcrata Terry McAuliffe, han al·legat que Bush va rebre un tracte favorable a causa de la posició política del seu pare com a membre de la Cambra de Representants, citant la seva selecció com a pilot malgrat les seves baixes puntuacions en les proves d'aptitud de pilot i la seva assistència irregular. El juny de 2005 el Departament de Defensa va publicar tots els registres del servei de la Guàrdia Nacional Aèria de Texas de Bush, que romanen als seus arxius oficials.
A finals de 1972 i principis de 1973, va exercir amb la 187th Fighter Wing de la Guàrdia Nacional Aèria d'Alabama. S'havia traslladat a Montgomery (Alabama) per a treballar en la campanya infructuosa al Senat dels Estats Units del republicà Winton M. Blount. El 1972, Bush va ser suspès de volar per no haver fet un examen físic programat. Va ser donat de baixa honorablement de la Reserva de la Força Aèria el 21 de novembre de 1974.
Bush segueix sent el president més recent que ha servit a l'exèrcit.

## Carrera empresarial

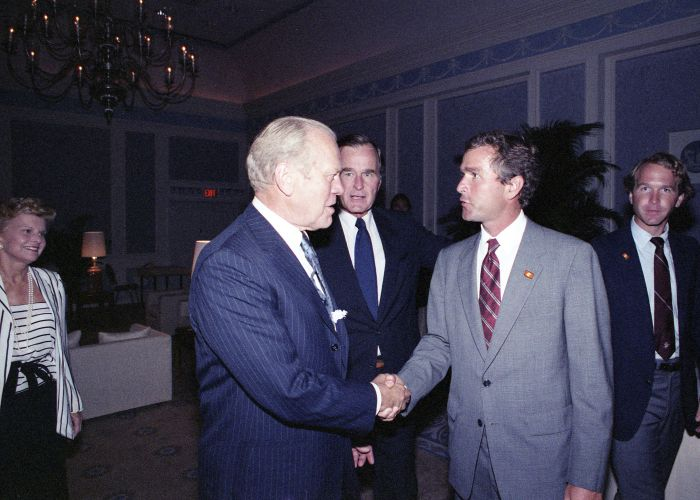
Bush i l'expresident Gerald Ford l'agost de 1984

El 1977, Bush va establir Arbusto Energy, una petita companyia d'exploració de petroli, que va començar a operar el 1978. Més tard va canviar el nom a Bush Exploration. El 1984, la seva empresa es va fusionar amb la més gran Spectrum 7, i Bush es va convertir en president. La companyia es va veure afectada per la disminució dels preus del petroli, i es va incorporar a Harken Energy Corporation, amb Bush convertint-se en membre de la junta directiva de Harken. Van sorgir qüestions sobre possibles operacions privilegiades que involucren Harken, però una investigació de la Comissió de Valors i Borsa va concloure que la informació que tenia Bush en el moment de la seva venda d'accions no era suficient per constituir informació privilegiada.
L'abril de 1989, Bush va organitzar un grup d'inversors per comprar una participació de control dels Texas Rangers de la Major League Baseball per 89 dòlars. milions i va invertir ell mateix 500.000 dòlars per començar. Aleshores va ser soci general durant cinc anys. Va liderar activament els projectes de l'equip i assistia regularment als seus jocs, sovint escollint seure a les grades obertes amb els aficionats. La venda de Bush de les seves accions als Rangers el 1998 li va suposar més de 15 dòlars milions de la seva inversió inicial de 800.000 dòlars.
A principis o mitjans de la dècada del 1990, abans de la seva campanya de governador, Bush va considerar breument una candidatura per fer-se el Comissionat de Beisbol.

## Inicis en la política
El 1978 Bush es va presentar a la Cambra de Representants dels Estats Units des del 19è districte del Congrés de Texas. El membre retirat, George H. Mahon, havia ocupat el districte pel Partit Demòcrata des de 1935. L'oponent de Bush, Kent Hance, el va presentar com fora de contacte amb els texans rurals, i Bush va perdre les eleccions, rebent el 46,8% dels vots davant el 53,2% de Hance.
Bush i la seva família es van traslladar a Washington DC el 1988 per a treballar en la campanya del seu pare per a la presidència dels Estats Units. Va ser assessor de campanya i enllaç amb els mitjans de comunicació, i va ajudar el seu pare fent campanya a tot el país. El desembre de 1991, Bush va ser una de les set persones que el seu pare va nomenar per dirigir la campanya de reelecció presidencial de 1992 del seu pare com a assessor de campanya. El mes anterior el seu pare li havia demanat que li digués al cap de gabinet de la Casa Blanca, John H. Sununu, que dimitís.

## Governació de Texas (1995–2000)
Bush va declarar la seva candidatura per a les eleccions a governador de Texas de 1994 al mateix temps que el seu germà Jeb buscava la governació a Florida. La seva campanya es va centrar en quatre temes: la reforma del benestar, la reforma del dany, la reducció de la delinqüència i la millora de l'educació. Els assessors de campanya de Bush van ser Karen Hughes, Joe Allbaugh i Karl Rove.

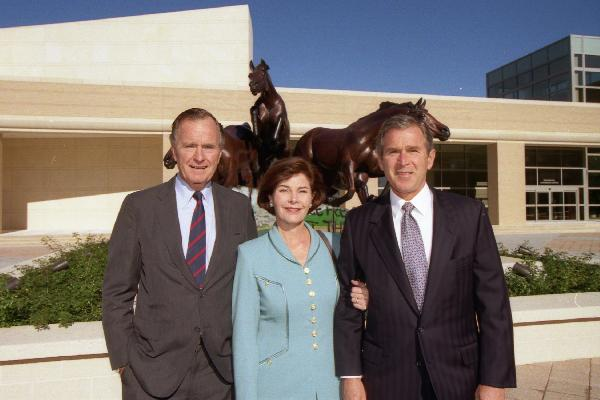
El governador Bush (dreta) amb el pare, l'expresident George HW Bush i la dona, Laura, a la inauguració de la Biblioteca i Museu Presidencial George HW Bush, 1997

Després de guanyar fàcilment les primàries republicanes, Bush es va enfrontar a la popular governadora demòcrata Ann Richards. En el transcurs de la campanya, Bush es va comprometre a signar un projecte de llei que permetés als texans obtenir permisos per portar armes ocultes. Richards havia vetat el projecte de llei, però Bush el va signar com a llei després de fer-se governador. Segons The Atlantic, la cursa «va presentar un rumor que era lesbiana, juntament amb un rar cas d'aquesta tàctica que va passar a l'expedient públic, quan un president regional de la campanya de Bush es va permetre, potser sense voler, ser citat criticant Richards per 'nomenar activistes homosexuals declarats' per a llocs de treball estatals». L'Atlàntic, i altres, van connectar el rumor de lesbianes amb Karl Rove, però Rove va negar estar implicat. Bush va guanyar les eleccions generals amb el 53,5% dels vots contra el 45,9% de Richards.
Bush va utilitzar un superàvit pressupostari per impulsar la reducció d'impostos més gran de Texas, 2 dòlars mil milions. Va ampliar el finançament del govern per a organitzacions que ofereixen educació sobre els perills de l'ús i l'abús de l'alcohol i les drogues i contribueixen a reduir la violència domèstica. La seva administració va reduir a 14 anys l'edat en què els menors poden ser enviats a un tribunal d'adults per delictes greus. Bush va presidir 152 execucions, més que qualsevol governador anterior en la història moderna dels Estats Units; crítics com Helen Prejean argumenten que no va tenir en compte seriosament les peticions de clemència. Els crítics també van afirmar que durant el seu mandat, Texas va ocupar el lloc més baix en avaluacions ambientals. Els partidaris van assenyalar els seus esforços per augmentar els sous dels professors i millorar les puntuacions de les proves educatives.
El 1999, Bush va signar una llei que obligava als minoristes elèctrics a comprar una certa quantitat d'energia de fonts renovables (RPS), que va ajudar a Texas a convertir-se finalment en el principal productor d'electricitat eòlica als EUA.
El 1998, Bush va guanyar la reelecció amb un rècord del 68% dels vots. Es va convertir en el primer governador de la història de Texas a ser elegit per dos mandats consecutius de quatre anys. Durant el seu segon mandat, Bush va promoure organitzacions religioses i va gaudir d'alts índexs d'aprovació, que oscil·laven entre el 62 i el 81%. Va proclamar el 10 de juny del 2000 com el Dia de Jesús a Texas, un dia en el qual va instar a tots els texans a «respondre a la crida/anomena per servir els més necessitats».
Durant el primer mandat de Bush, va ser el focus d'atenció nacional com a potencial candidat a la presidència. Després de la seva reelecció, les especulacions es van disparar, i en un any va decidir buscar la nominació presidencial republicana l'any 2000.

## Política interior i internacional
George W. Bush era el president dels Estats Units durant l'atac terrorista de l'11 de setembre del 2001 amb avions de passatgers contra les torres bessones del World Trade Center de Nova York.

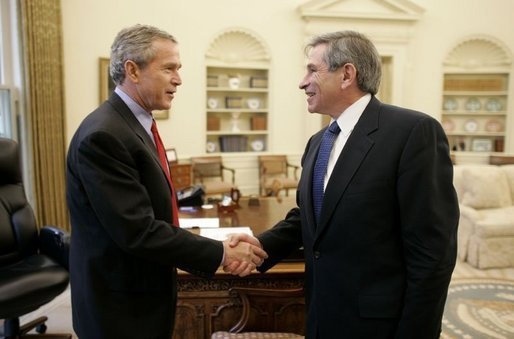
George W. Bush amb el Secretari de Defensa, Paul Wolfowitz, posteriorment president del Banc Mundial

Com a resposta als atacs, l'administració estatunidenca inicià una política d'atac contra el terrorisme islamista radical. Aquesta política portà a la invasió de l'Afganistan (i la guerra al mateix país) el 2002, per perseguir els talibans que havien perpetrat l'atac, i la de l'Iraq el 2003. Per aquesta segona intervenció l'administració americana va al·legar una suposada vinculació entre terroristes integristes islamistes i el règim dictatorial d'en Saddam Hussein.
Iraq fou acusat pels Estats Units de possessió d'armes de destrucció massiva i de voler cedir-les a terroristes islamistes radicals. L'Agència Internacional de l'Energia Atòmica, amb inspectors a l'Iraq, negà les acusacions de possessió d'armes de destrucció massiva i demanà sempre més temps per a poder demostrar la inexistència d'aquestes. La pressió dels Estats Units no va ser prou per a guanyar la votació en el Consell de Seguretat de les Nacions Unides i va començar a enviar tropes a la zona amb la intenció d'atacar l'Iraq sense l'autorització de l'ONU. Segons els seus opositors, l'Administració es va saltar la legalitat internacional. En l'operació el recolzaren: països de la Polinèsia, exrepúbliques soviètiques, petits estats centreamericans i del Carib, i el Regne Unit, Espanya i Portugal, entre d'altres.

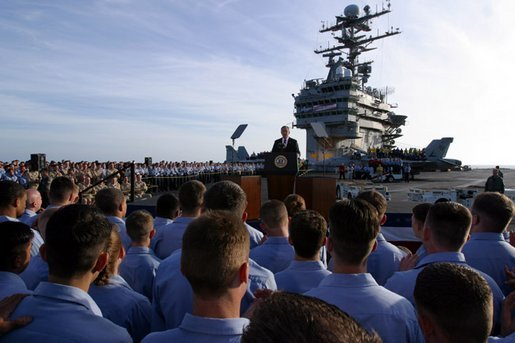
George W. Bush s'adreça a la nació americana des del USS-Lincoln

Mentrestant, milers de persones a tot el món varen iniciar campanyes per a la mobilització social en contra de l'atac il·legítim dels Estats Units a l'Iraq i que culminà en la primera manifestació simultània a tot el món, l'11 de març del 2003. A Barcelona les mobilitzacions van ser liderades per la Plataforma Aturem la Guerra i la policia va comptabilitzar 1.300.000 manifestants.
Sense el suport de les Nacions Unides, els Estats Units va iniciar la invasió de l'Iraq el 21 de març del 2003 i va acabar l'1 de maig del 2003. D'aleshores ençà, les tropes encapçalades pels Estats Units van ser l'objectiu de la insurgència pro-Saddam i de la islamista que va matar uns 4.500 soldats nord-americans des del final de la guerra i no s'ha trobat cap arma de destrucció massiva.

## Lloc en la història
George W. Bush fou molt poc popular durant els últims mesos del seu mandat, malgrat haver unit el país durant els atacs de l'11-S i obtenir una important victòria de reelecció el 2004. A causa de la invasió d'Iraq i de l'Afganistan en la «Guerra contra el terrorisme» de l'Administració Bush - i la crisi econòmica, principalment, els ciutadans dels Estats Units, segons alguns sondejos, opinaren que Bush era el pitjor president de tota la història; un sondeig d'historiadors va arribar al mateix resultat i compartien opinió amb diversos comentaristes de televisió. Tan pobra era l'opinió pública de Bush que fins i tot la seva esposa Laura Bush i la Secretària d'Estat, Condoleezza Rice van arribar a defensar-lo, declarant específicament que Bush no era el pitjor president de la història dels Estats Units.
Malgrat tot, el President Bush en el seu comiat, abans de Nadal de 2008, es va mostrar confiat en el fet que la història el jutjaria de manera diferent i es reconeixerien els encerts del seu mandat. També és d'assenyalar, que a diferència de l'expresident Bill Clinton, Bush s'ha mantingut, des que va deixar el càrrec, al marge de la vida política, que no pública, i ha evitat sempre criticar el seu successor Barack Obama, malgrat haver desmantellat gran part del seu llegat.